# Hôpital Caroline

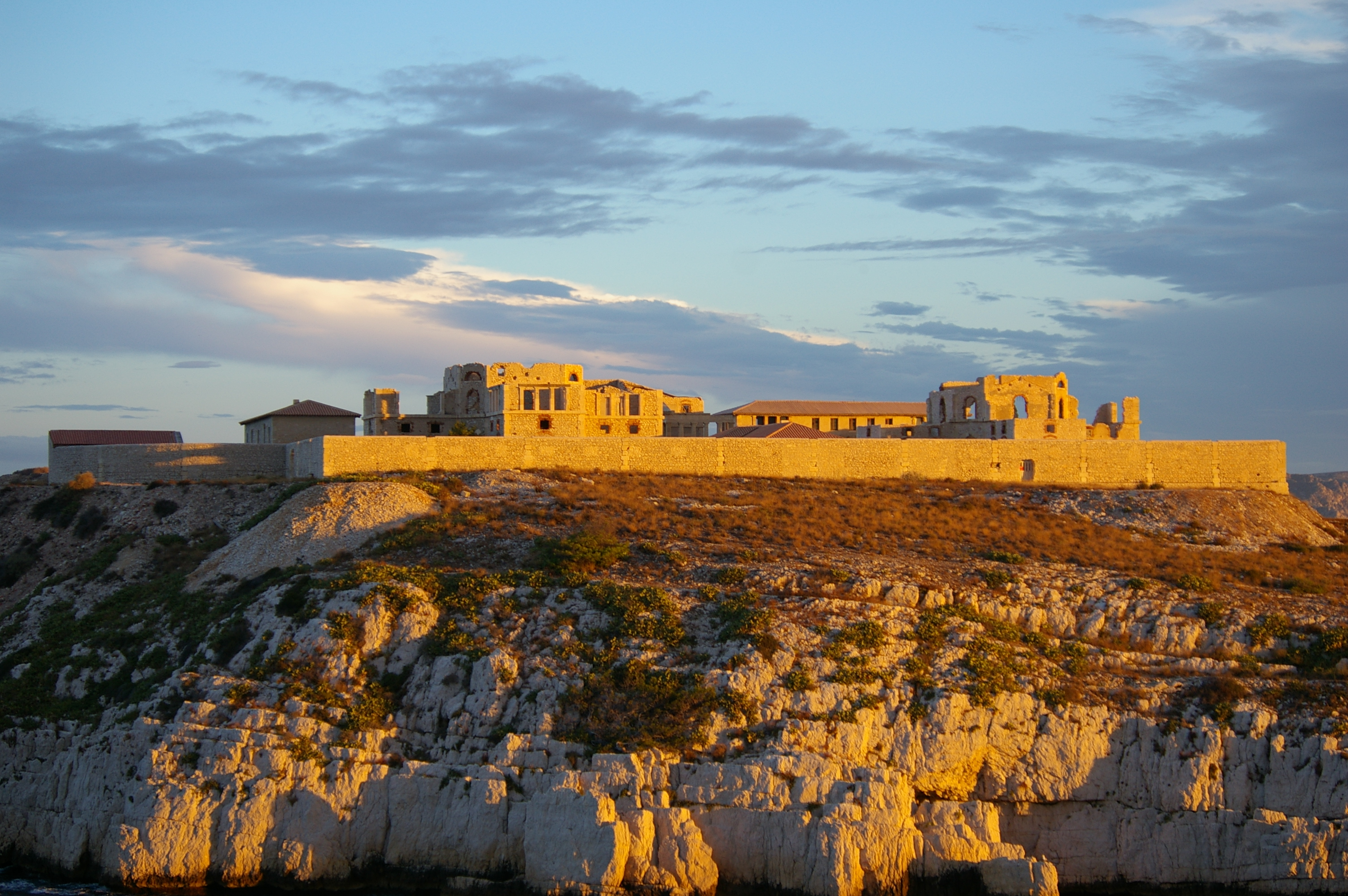
Hôpital Caroline

Hôpital Caroline is een hospitaal dat is gebouwd door Michel-Robert Penchaud tussen 1823 en 1828 op het Franse eiland Ratonneau (onderdeel van de Frioul-archipel) ter hoogte van Marseille.
Het doel van het hospitaal was om reizigers die in Marseille aankwamen op te vangen om er in quarantaine te houden tijdens verdenkingen van gele koorts. Het hospitaal draagt de voornaam van de hertogin van Berry.

## Geschiedenis
Men was bezorgd over goede sanitaire voorzieningen:
- er was de noodzaak om geventileerde ruimtes te hebben en men rekende op de wind om de ongezonde dampen van de ziektes te verjagen
- de nabijheid van de zee was nodig om communicatie te vereenvoudigen, en om het benodigde water op te pompen om de vloeren te reinigen
- er was een strikt isolement nodig voor quarantaine
- het was gemakkelijk om te bewaken

Het project is uitgevoerd vanaf 1823 en kon 48 zieken en 24 herstellenden huisvesten. Men werd opgesloten in verschillende geïsoleerde afdelingen, afgesloten van de buitenwereld door een omheining. In het centrum van de inrichting was het kantoor de plek vanwaar alles te overzien was en van waaruit alle afdelingen te bereiken waren. Iedereen had uitzicht op de kapel, die halverwege tussen de verblijven van de zieken en de herstellenden was gelegen en die de vorm had van een Griekse tempel. Gedeeltelijk werden de ruimtes tussen de zuilen voorzien van glas, om de zieken de mogelijkheid te geven om de dienst bij te wonen vanachter de ramen van de slaapzalen. Op het podium werden spullen en medicamenten neergezet voor de zieken.
De architectuur is in volmaakte harmonie en er is met de grootst mogelijke zuinigheid gewerkt. Overal vindt men een steeds terugkomende basis-maateenheid, waardoor de gebruikte elementen in serie geproduceerd konden worden.
De moderne scheepvaart heeft dit nieuwe lazaret als plek voor quarantaine snel doen verouderen. Het Hôpital Caroline werd vooral gebruikt voor zieke militairen die terugkwamen uit Afrika of uit de Krim en werd in 1850 verbouwd door de architect Vaucher. Hij formeerde er samen met de haven van Pomègues en die van Frioul het complex “Lazaret des îles” (het Lazaret van de eilanden) dat als het grootste en het beste van het Middellandse Zeegebied werd beschouwd.
Het hospitaal is gebruikt tot 1941 tijdens de tyfus epidemie in de gevangenissen.
Bij de bevrijding van Marseille in augustus 1944 zijn de gebouwen door luchtaanvallen verwoest. Daarna bleef het hospitaal leegstaan totdat de eilanden door de stad Marseille in 1971 werden aangekocht.
Momenteel wordt Hôpital Caroline tijdens de restauratie gebruikt voor diverse culturele aangelegenheden. Het meest bekend is het festival “Nuits Caroline”, waarbij iedere zomer een serie openluchtconcerten wordt gegeven op de binnenplaats van het oude hospitaal.

## Restauratie
Sinds 1978 werkt de vereniging Caroline aan het herstel in oorspronkelijke staat van de verlaten gebouwen. In 1980 werd het een Historisch Monument. Men werkt op twee terreinen:
- Culturele aangelegenheden organiseren op deze plek
- Restaureren van de gebouwen

## Les Amis de Michel-Robert Penchaud
De "vrienden van Michel-Robert Penchaud" is een vereniging die is opgericht in 2007 en heeft tot doel:
- Het bevorderen en verbeteren van de kennis van Michel-Robert Penchaud met behulp van de architectonische-werken die hij heeft achtergelaten
- Het naar waarde schatten en het restaureren van het architecturale geheel van het Hôpital Caroline, architectonisch meesterwerk van Michel-Robert Penchaud
- Het in werking zetten van culturele en artistieke of sociale evenementen op deze plek
- De bescherming van de flora en fauna en de landschappelijke waarden rondom deze plek.